# 升空母艦
升空母艦（英語：Helicarrier）是一艘可以悬浮飞行的航空母舰，属于一个叫做神盾局的漫画中的组织。在漫威漫画出版的漫画书中出现。
升空母艦最早在杰克·科比所画《惊奇小说》系列中的尼克·福瑞：神盾局特工的第135集中出现（1965年8月）。此后，升空母艦尽管历经修改，但仍以神盾局的移动总部的形式出现。

## 歷史
升空母艦在2012年的電影《復仇者聯盟》中首次亮相，外型似美國尼米茲級航母，但是可以清楚看見兩架起降跑道不在同一平面，而是相互隔了一層（增加了內部運載空間），跑道上分別印有神盾局的徽章。艦首艦尾分別架設兩組相互平行的巨大渦輪動力飛行引擎，尾部另配有兩架多口噴射引擎，前者用於將艦體抬升、後者用於推動。艦底裝有回光反射板可使艦身隱形。「紐約之戰」爆發時，我們透過安理會理事的口中得知母艦上的戰鬥機配有核彈。
升空母艦第二次出場是2014年的《美國隊長2：酷寒戰士》，此次用於神盾局與安理會協議進行的洞見計畫，以「在威脅形成之前予以消滅」為任務目標，將母艦派升至亞軌道與衛星同步，進行遠程單或多目標擊殺。母艦數量增為三艘(代號為IN-01、IN-02和IN-03)，且分別搭載大量遠程武器、火力遠勝原型。母艦的系統控制樞紐位於機體正下方的半球玻璃艙室，不過艦上仍有派駐人員負責標定母艦的攻擊目標。而由於紐約之戰中，母艦曾因爆破、旋翼碎片卡入、間接導致機組電路故障停機，鋼鐵人提出部分修改建議，使得每一艘母艦的四具飛行引擎都改為類似鋼鐵裝的弧光噴射動力，參考的理由除了比渦輪螺旋引擎更加耐打之外，還包括弧光動力擁有更好的抬升效率和能耗表現，符合永久性亞軌道運作的要求。但由於反派組織九頭蛇涉入、洞見計畫失控，角色們迫不得已造成三艘新型航母自相殘殺，最後一架更因為已擊落另外兩架、失去控制而撞毀華盛頓特區的神盾局三飛飾總部（此事造成華盛頓特區巨大的騷亂與損失，後更成為《英雄內戰》事件中束縛英雄們的把柄之一。）
第三次是2015年的《復仇者聯盟2：奧創紀元》後段以原型機露面，此次主要為輔助蘇科維亞居民及無飛行能力的復仇者們撤退，揭露並使用先前未亮相的數架飛行救援小艇，內外估計能搭載數十上百人，外型類似加裝兩對垂直噴射引擎的雙層巴士。母艦依舊沒有較顯著的自我防禦裝備，需仰賴戰爭機器維護艦艇安全。
第四次是2016年的《死侍》中作為對戰場地露面。

## 其他媒體

### 電視
- 《神盾局特工》

### 電影
- 《復仇者聯盟》
- 《美國隊長2：酷寒戰士》
- 《復仇者聯盟2：奧創紀元》
- 《死侍》
- 《明日世界 (2004年電影)》